# جیمز کنتور
جیمز کنتور (انگلیسی: James Cantor؛ زادهٔ ۲ ژانویهٔ ۱۹۶۶) روان‌شناسی بالینی و سکس‌شناس آمریکایی-کانادایی متخصص در بیش‌فعالی جنسی و انحرافات جنسی است.
کنتور که دانشمند ارشد پیشین مرکز اعتیاد و سلامت ذهن در تورنتو بود، از ۲۰۱۰ تا ۲۰۱۴ سردبیر مجله سکشوال ابیوز بود. تحقیقات وی درباره تفاوت‌های مغز در کودک‌خواهان، به عنوان مدرکی برای اینکه کودک‌خواهی چیزی تغییرناپذیر است و افراد احتمالاً با آن زاده می‌شوند، ذکر شده‌است.